# Lodi (métro de Rome)
Pour les articles homonymes, voir Lodi (homonymie).
Lodi est une station de la ligne C du métro de Rome. Elle est située sous la via la Spezia, près de la piazza Camerino à proximité de la piazza Lodi dans le quartier Tuscolano de la ville de Rome.
Mise en service en 2015, elle est exploitée par l'Azienda Tramvie ed Autobus del Comune di Roma (ATAC S.p.A.). C'était depuis son ouverture le terminus provisoire de la ligne C, jusqu'au 12 mai 2018, date de la mise en service du prolongement jusqu'à la station San Giovanni.

## Situation sur le réseau
Établie en souterrain, la station Lodi était un terminus provisoire de la ligne C du métro de Rome, après la station Pigneto, en direction de Monte Compatri - Pantano. 

## Histoire
La station Lodi est mise en service le 29 juin 2015, lors de l'ouverture à l'exploitation de la section de Parco di Centocelle à Lodi. Elle est provisoirement le terminus ouest de la ligne, avant que celle-ci ne soit prolongée vers la station de la ligne A San Giovanni.

## Service des usagers

### Accueil
La station est accessible par plusieurs bouches situées de part et d'autre de la via la Spezia sur le tronçon proche du croisement avec la via Orvieto, équipées d'escaliers, ou d'escaliers mécaniques ou d'ascenseurs. Elle dispose de plusieurs niveaux souterrains avec notamment des guichets et des automates pour l'achat des titres de transport et des quais équipés de portes palières.

Accès station Lodi
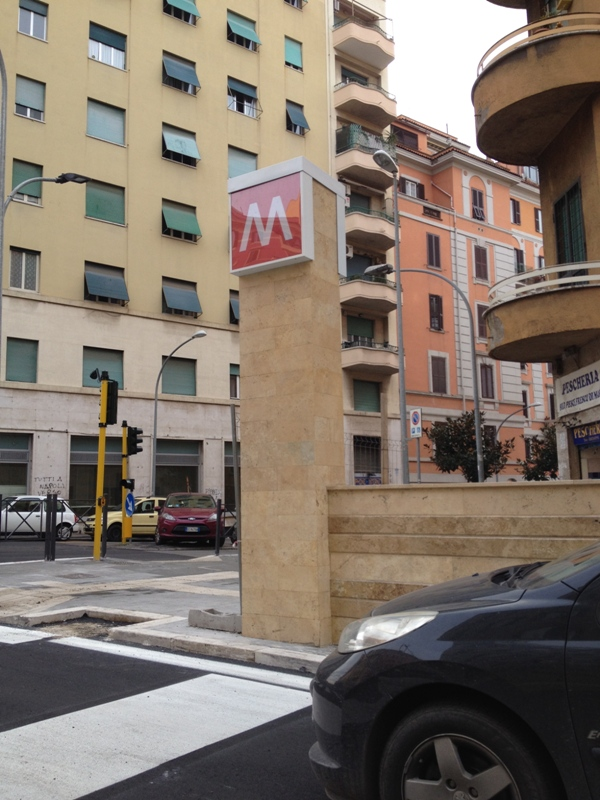
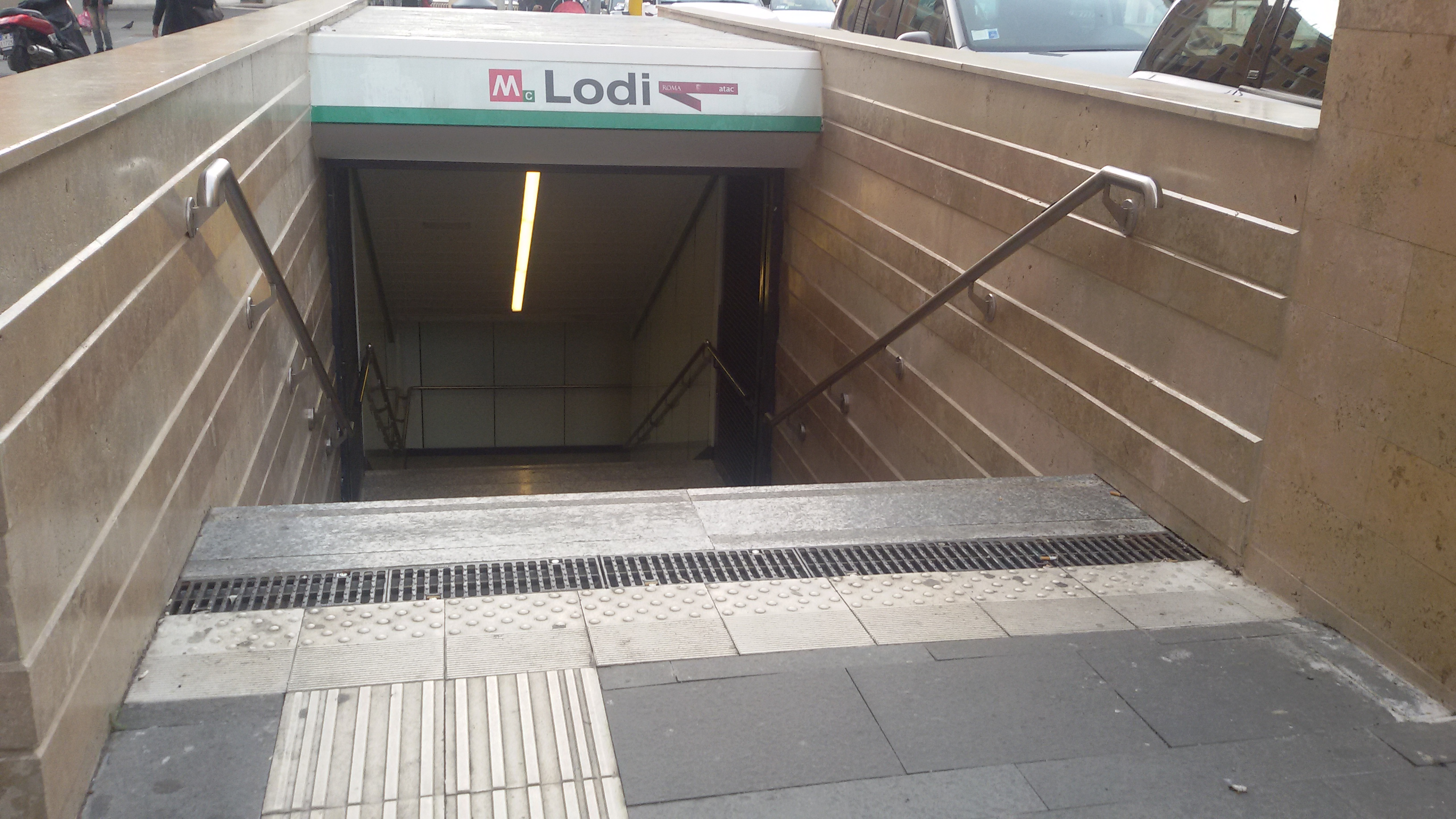

### Desserte
Lodi est desservie par les rames automatiques qui circulent tous les jours sur la ligne. Quotidiennement les premiers départs des terminus ont lieu à 5 h 30 et les derniers à 23 h 30.

### Intermodalité
Des arrêts situés à proximité sont desservis par des bus urbains de la Azienda Tramvie ed Autobus del Comune di Roma (ATAC), des lignes : 16, 51, 81 et NMC.
La station permet de rejoindre à pied plusieurs bâtiments et lieux remarquables, notamment : la Basilique Sainte-Croix-de-Jérusalem, l'Église Santa Maria Immacolata e San Giuseppe Benedetto Labre, l'Amphithéâtre Castrense et l'Aqueduc de Piazza Lodi.